# Distretto di Adi Keyh
Il distretto di Adi Keyh è uno dei dieci distretti della regione del Sud, in Eritrea. Ha per capoluogo la città di Adi Keyh.